# Elaine Kellett-Bowman
Mary Elaine Kellett-Bowman, née le 8 juillet 1923 dans le Lancashire et morte le 4 mars 2014, est une femme politique britannique.
Membre du Parti conservateur, elle siège au Parlement européen de 1979 à 1984 et à la Chambre des communes du Royaume-Uni de 1970 à 1997.